# Сюй Лі
Сюй Лі  (кит.: 许莉, 17 грудня 1989) — китайська борчиня, срібна олімпійська медалістка, бронзова призерка Чемпіонату Азії, володарка Кубку світу.

## Життєпис
Боротьбою почала займатися з 2002 року.
Виступала за борцівський клуб провінції Аньхой. Тренер — Ку Чондон.

## Спортивні результати на міжнародних змаганнях

### Виступи на Олімпіадах
| Змагання                    | Збірна | Вагова категорія          | Місце  |
| --------------------------- | ------ | ------------------------- | ------ |
| Літні Олімпійські ігри 2008 | Китай  | жіноча боротьба, до 55 кг | Срібло |

### Виступи на Чемпіонатах світу
| Змагання                        | Збірна | Вагова категорія          | Місце |
| ------------------------------- | ------ | ------------------------- | ----- |
| Чемпіонат світу з боротьби 2007 | КНР    | жіноча боротьба, до 55 кг | 28    |

### Виступи на Чемпіонатах Азії
| Змагання                       | Збірна | Вагова категорія          | Місце  |
| ------------------------------ | ------ | ------------------------- | ------ |
| Чемпіонат Азії з боротьби 2008 | КНР    | жіноча боротьба, до 55 кг | Бронза |
| Чемпіонат Азії з боротьби 2012 | КНР    | жіноча боротьба, до 55 кг | 7      |

### Виступи на Кубках світу
| Змагання                    | Збірна | Вагова категорія          | Місце  |
| --------------------------- | ------ | ------------------------- | ------ |
| Кубок світу з боротьби 2009 | КНР    | жіноча боротьба, до 55 кг | Золото |